# Tangry
Tangry ist eine französische Gemeinde mit 264 Einwohnern (Stand 1. Januar 2022) im Arrondissement Arras des Départements Pas-de-Calais. Sie liegt im Kanton Saint-Pol-sur-Ternoise und ist Mitglied des Kommunalverbandes Ternois.
| Sains-lès-Pernes |         | Pressy  |
| Bours            | Kompass |         |
| Hestrus          | Huclier | Valhuon |

## Sehenswürdigkeiten

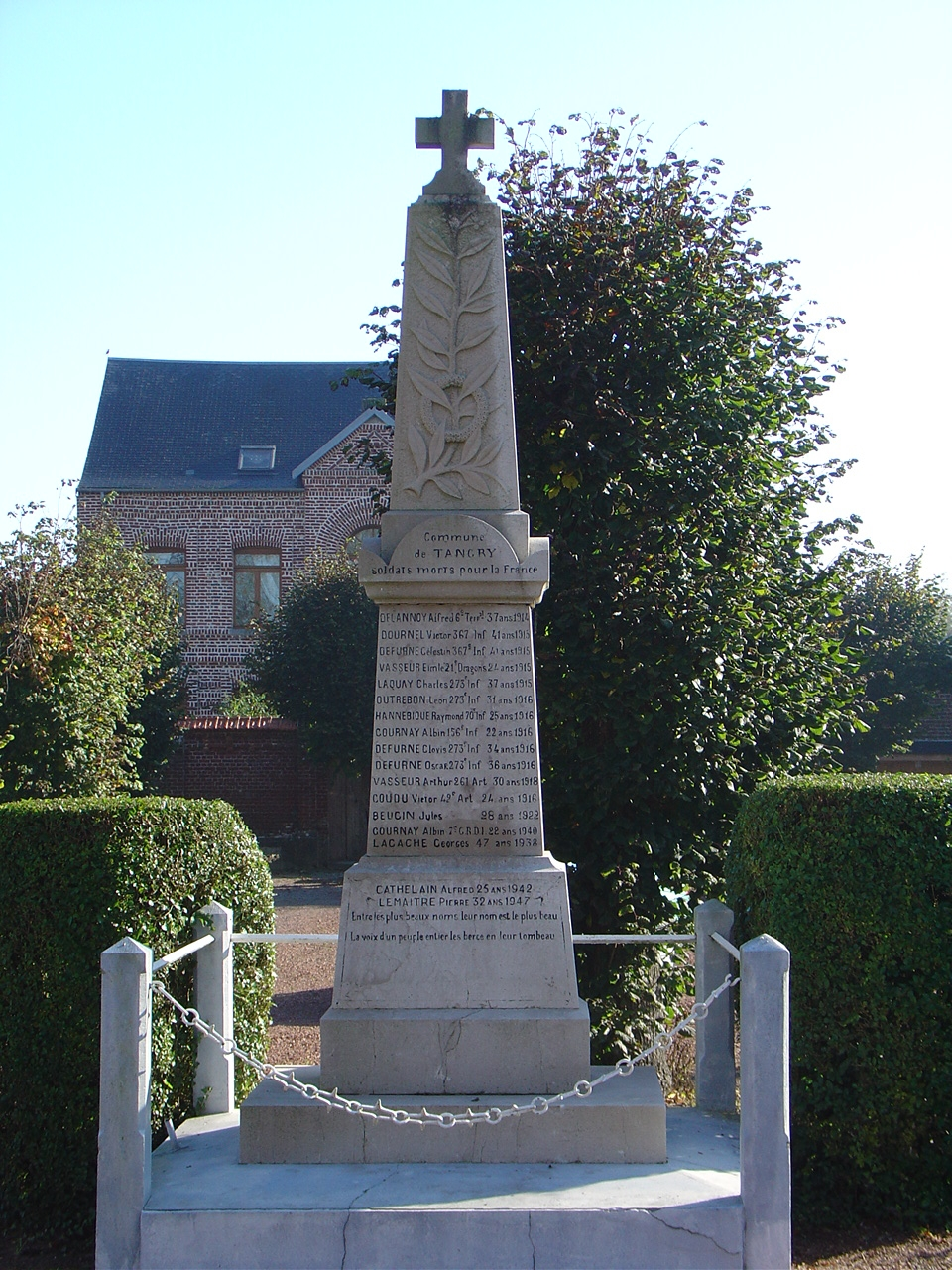
Kriegerdenkmal
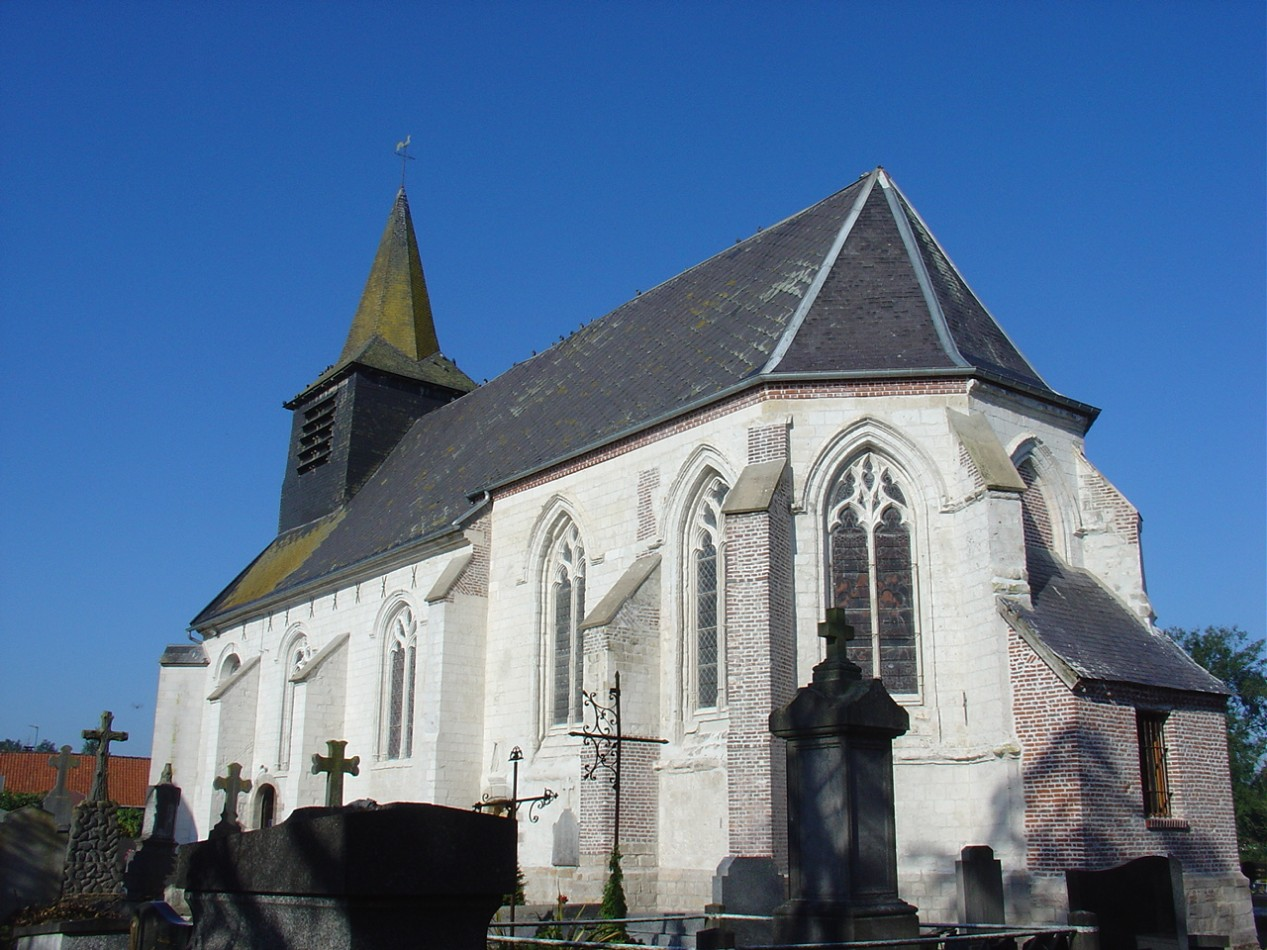
Kirche Saint-Omer